# Vladimír Kinder
Vladimír Kinder (* 7. März 1969 in Bratislava) ist ein ehemaliger slowakischer Fußballspieler.

## Vereinskarriere
Kinder begann seine Profikarriere bei Slovan Bratislava.
Im Juli 1997 wechselte er für 1. Mio. £ in die englische Premier League zu FC Middlesbrough. Dadurch war Kinder der erste slowakische Fußballer in der obersten englischen Spielklasse.
Nach drei Jahren in England wechselte er zuerst in die Gambrinus Liga nach Tschechien zum 1. FK Drnovice und eineinhalb Jahre später zurück in die Heimat zum FC Petržalka 1898.
Für die Saison 2003/04 wechselte Kinder nach Österreich in die Erste Liga zu SC Untersiebenbrunn. Untersiebenbrunn hatte den Aufstieg in die Bundesliga als Ziel ausgegeben und rüstete für diese Spielzeit die Mannschaft mit vielen renommierten und teuren Spielern auf. Als die Saison 2003/04 nur auf Platz 4 beendet werden konnte, wurde rigoros eingespart um das wirtschaftliche Aus abzuwenden. Dadurch konnte sich Untersiebenbrunn Kinder, der in 32 Ligaspielen acht Tore erzielen konnte, nicht mehr leisten.
In Folge wechselte Kinder zum ASK Schwadorf, welche durch das Sponsoring von Trenkwalder finanziell deutlich bessert aufgestellt waren.

## Nationalmannschaft
24-jährig debütierte Kinder am 16. Juni 1993 gegen die Färöer im Dress der Tschechoslowakei. Es blieb sein einziges Spiel für die Nationalmannschaft.
Für die Slowakei absolvierte Kinder 39 Länderspiele, in denen er ein Tor schoss.

## Titel und Erfolge
- Aufstieg in die Premier League mit dem FC Middlesbrough 1997/98
- Slowakischer Fußballer des Jahres 1994